# Mixage (The Power of Mixage)
Mixage (The Power Of Mixage) è una compilation di brani musicali famosi nel 1999, pubblicata in quell'anno. La compilation venne pubblicata su CD e MC dalla Baby Records International e distribuita in Italia dalla Sony Music Entertainment Italy S.p.A.

## Tracce
1. Down Low – So Long Goodbye
2. Amber – Sexual (Li Da Di)
3. Apollo Four Forty – Stop The Rock
4. Lou Bega – Mambo N.5 (A Little Bit Of)
5. Rappers Against Racism – Question Of Colour
6. B-Charme – Forver Young
7. G.P. Project – Secrets
8. Chant – Memory
9. Intruder – House 2000
10. Medusa's Spite – Everlasting Love
11. Lutscher – Hopp... Und Tschuss
12. Mary C. – Bang Bang Bang
13. Elastic Band – Everybody's Talking
14. Papers – Business Trip
15. Watergate – Heart Of Asia (DJ Quicksilver Radio Edit)
16. On Air Feat. M. West – Colour Of Life
17. El Cubano – Todos A La Fiesta
18. T-42 Feat. Sharp – Melody Blue
19. Harpoon Feat. Monika – Gimme Love
20. Secret Sound Feat. Nature – B Side Of The Moon

## Classifiche

### Classifiche di fine anno
| Classifica (1999) | Posizione | Max Posizione |
| ----------------- | --------- | ------------- |
| Italia            |           |               |